# Walter Ostwald
Walter Ostwald, eigentlich Walter Karl Wilhelm Ostwald, (* 8. Maijul. / 20. Mai 1886greg. in Riga; † 12. Juli 1958 in Freiburg im Breisgau) war ein deutsch-baltischer Chemiker und Wissenschaftsjournalist.

## Leben und Wirken
Walter Ostwald ist ein Sohn des Chemikers und Nobelpreisträgers Wilhelm Ostwald sowie der jüngere Bruder des Chemikers Wolfgang Ostwald. Geboren 1886 in Riga, wuchs Ostwald in Großbothen bei Leipzig auf. Ab 1904 studierte er Chemie in Leipzig sowie ab 1907 bei dem Nobelpreisträger William Ramsay in London. In dieser Zeit übersetzte er Noyes' Kurzes Lehrbuch der organischen Chemie ins Deutsche.
Von 1906 bis 1914 leitete er die Redaktion der Zeitschrift Der Motorfahrer, das Amtsblatt des ADAC.
Am 1. Dezember 1909 erhielt er zusammen mit seinem Bruder Wolfgang ein Patent für ein Imprägnierverfahren zur „Verhinderung oder Verlangsamung des Verderbens von fertigen Gummigegenständen“.
1922 war Ostwald Leiter bei der Hansa-Lloyd in Bremen, später Leiter der wissenschaftlich-technischen Abteilung des Benzol-Verbands. Dem dort 1924 entwickelten Benzin-Benzol-Gemisch, einem Ottokraftstoff mit einem Mischungsverhältnis „von 6 Teilen Benzin und 4 Teilen Benzol“, gab Ostwald im Rahmen eines Preisausschreibens den Namen BV-Aral, da Benzol zur chemischen Gruppe der ARomaten und Benzin zu den ALiphaten gehört.
Walter Ostwald erkannte als einer der ersten Wissenschaftler das Problem der Auspuffgase von Autos und führte – wohl inspiriert durch Ideen seines Vaters – bereits 1909 Pionierarbeiten zur Entgiftung von Auspuffgasen mit Katalysatoren durch. Bereits 1910 publizierte er seine Ideen in der Zeitschrift Autler-Chemie. Ostwald weist in dieser Publikation auch bereits auf mögliche Probleme hin: „[Es] steht zu befürchten, dass [der Katalysator] durch die nitrosen und schwefligsauren Gase, welche unvermeidliche Begleiter der Auspuffgase sind, bald unbrauchbar gemacht wird.“

„Mit dieser Analyse der Verbrennungsprodukte ist der auch sonst auf dem Gebiete der Autochemie verdienstvoll bekannte Name Walter Ostwald eng verbunden: ist er es doch gewesen, der dieselbe auf eine feste wissenschaftliche Grundlage gestellt hat, eine Grundlage, die auch wirtschaftliche und nutzbringende Auswirkung in der Praxis gestattet.“

Im Jahre 1922 patentierte er ein wirtschaftich wichtiges Verfahren zur galvanoplastischen Reparatur abgenutzter Maschinenteile. 1926 plädierte er in einem Leitartikel der Zeitschrift Auto-Technik „Fort mit dem Lack!“ gegen die Hochglanzlackierung von Karosserien und Fahrgestellen.
Ab 1927 arbeitete er als Wissenschaftsjournalist, nebenher war er freier Mitarbeiter bei den I.G. Farben. Er war an der Entwicklung von Motalin, dem von der Deutschen Gasolin AG vertriebenen, durch den Zusatz von Eisenpentacarbonyl zum „kompressionsfesten Betriebsstoff“ gemachten Ottokraftstoff beteiligt, ebenso an der von Glysantin.
Auf der Welt-Brennstofftagung in London 1928 machte er einen Vorschlag zur Verbesserung der deutschen Außenhandelsbilanz. Er glaubte,  dass „in Deutschland synthetisches Benzin in so großen Mengen hergestellt werden kann, daß zusammen mit der deutschen Benzolerzeugung eine vollkommene Freimachung von der Benzineinfuhr möglich ist, vorausgesetzt, daß die Steigerung des Verbrauches nicht die der Erzeugung überholt“.
Walter Ostwald kritisierte außerdem die seiner Meinung nach zu strengen Regelementierungen des Kraftfahrwesens in Deutschland: „Das Erringen eines Führerscheins ist in Deutschland am zeitraubendsten, umständlichsten, schwierigsten und teuersten, desgleichen die Zulassung eines Kraftwagens überhaupt. Nirgend sonst gibt es auch nur annähernd so umfangreiche und komplizierte Gesetze und Vorschriften über das Kraftfahrwesen, die Autosteuer und den Straßenverkehr.“ Anfang 1933 plädierte er „eine Aufnahme des Kraftfahrsports in das Programm der Olympischen Spiele“.
Beim Automobil ging es ihm stets um die bestmögliche Ausnützung des Kraftstoffs. Als Fritz Todt Ende der 1930er Jahre Versuchsfahrten auf den Reichsautobahnen  veranlasste, erkannte er den Vorteil der Autobahn auch in dieser Hinsicht:

„Bei Verzicht auf Zeitgewinn spart man auf der Reichsautobahn bis zu 40 % Kraftstoff. Bei Verzicht auf Kraftstoffersparnis spart man auf der Reichsautobahn bis zu reichlich einem Drittel an Zeit. Stets spart man auf der Autobahn erheblich an Fahrzeugabnützung. Die Anstrengung des Fahrzeugführers wird durch die Reichsautobahn so stark verringert, daß selbst die doppelte kilometrische Leistung keine größere Nervenbeanspruchung bedeutet.“

Kurz vor seinem Tod 1958 erschien 1956 sein Werk Rudolf Diesel und die motorische Verbrennung.

## Schriften
- als Übersetzer: William A. Noyes: Kurzes Lehrbuch der organischen Chemie. Akad. Verlagsgesellschaft m. b. H., Leipzig 1907.[14]
- Autler-Chemie. Richard Karl Schmidt & Co., Berlin 1910.[15] (Anm.: Autler = Kraftfahrer.)
- Rezeptchemie für Autler. Richard Karl Schmidt & Co, Berlin 1918.[16]
- Motyl und Motalin. Auto-Technik 15, 1926.
- Entwicklung der Treibstoffe in Deutschland von 1923 bis heute. Motor 25, 1937.
- Über die Lenkbarkeit der motorischen Verbrennung. 1937.[17]
- Rudolf Diesel und die motorische Verbrennung. Oldenbourg. München 1956.